# North Gate

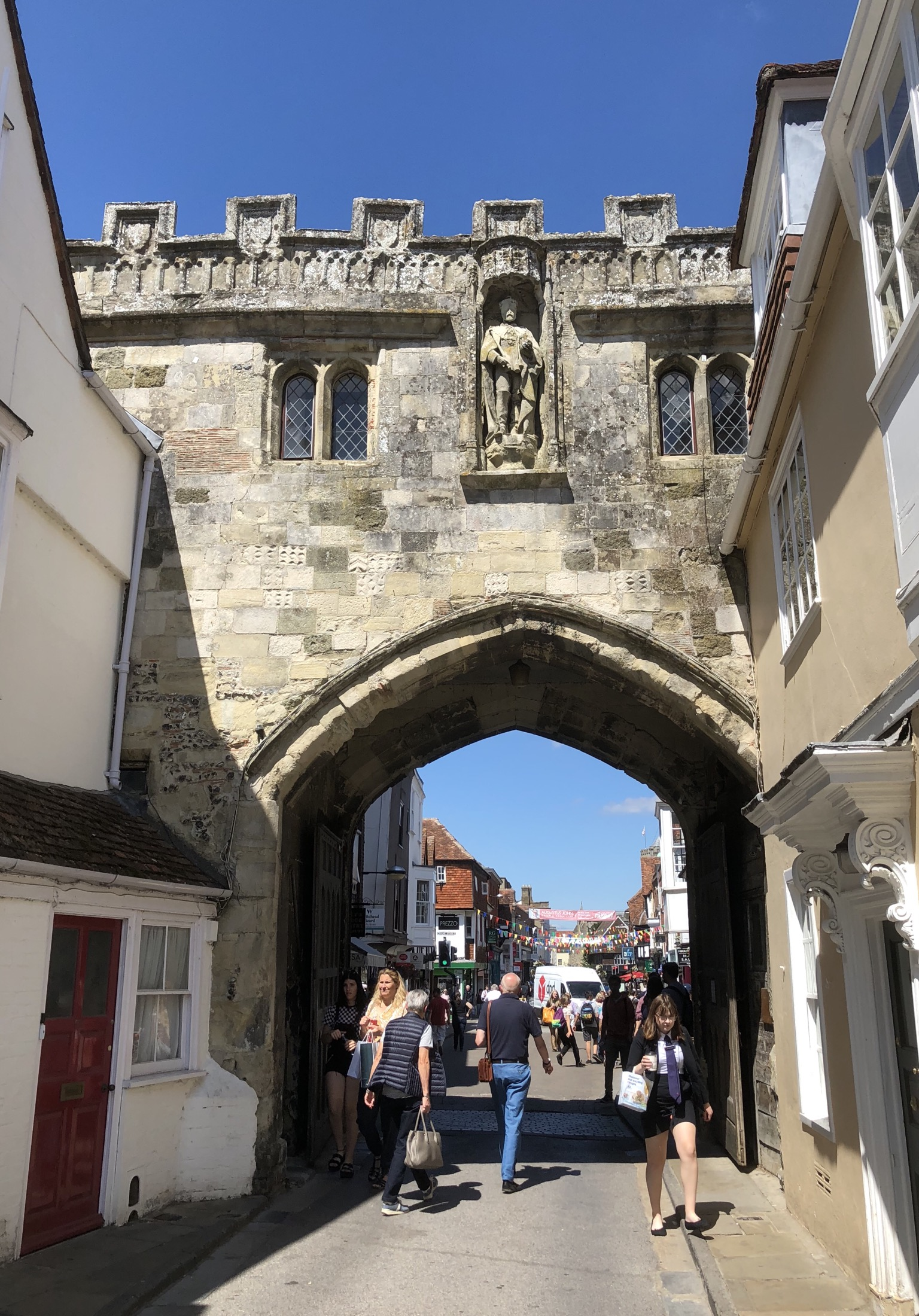
Südseite des North Gates, 2019

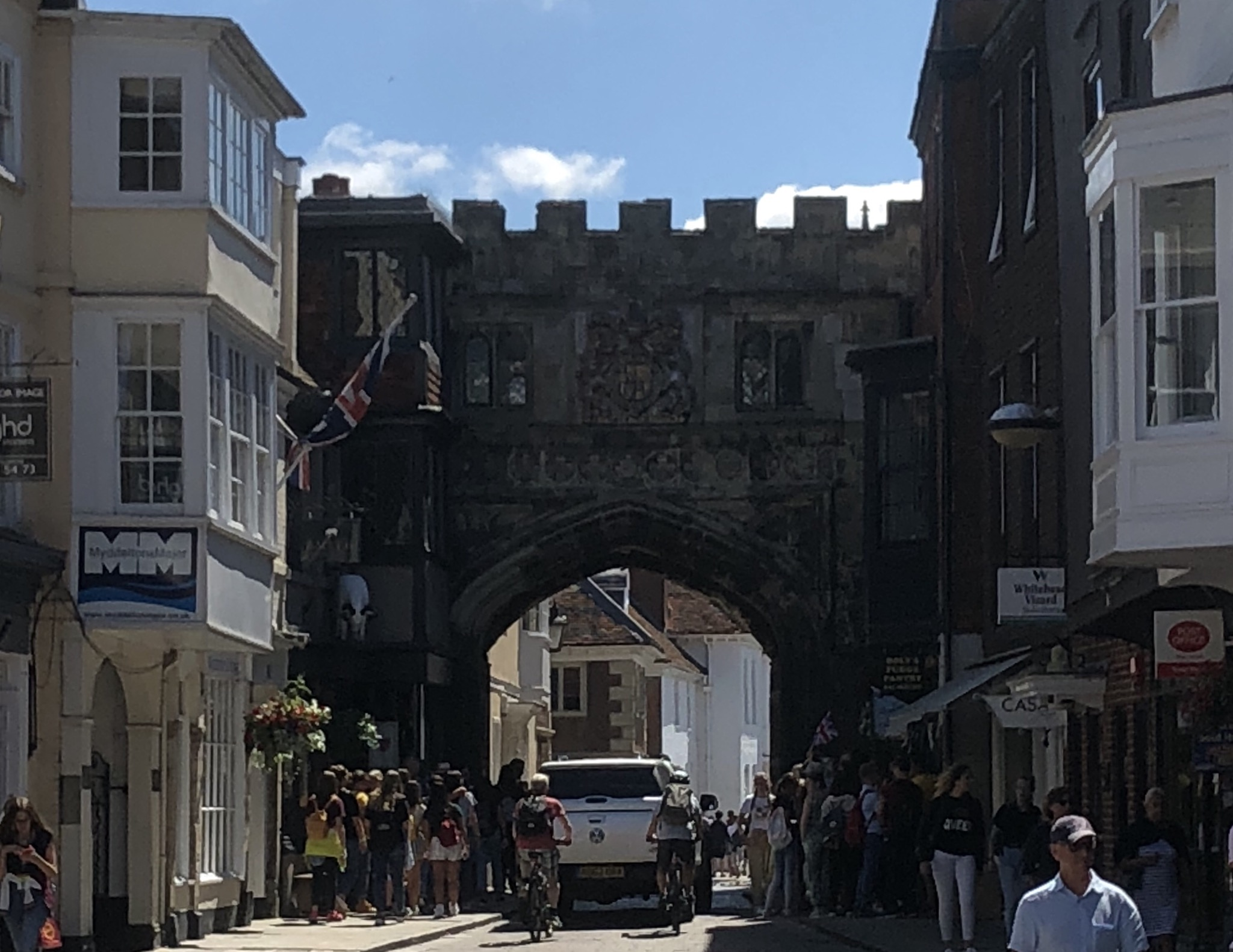
Nordseite

Das North Gate (deutsche Bedeutung: Nordtor) ist ein denkmalgeschütztes Stadttor in Salisbury in England. Es ist als Bauwerk von außerordentlicher Bedeutung in die höchste Kategorie, Grad I, in die englische Denkmalliste eingetragen.

## Lage
Es befindet sich nördlich der Kathedrale von Salisbury, im südlichen Teil der High Street.

## Architektur und Geschichte
Das North Gate entstand zwischen 1327 und 1342 als nördliches Tor des Close genannten Kathedralbezirks. Das Tor besteht aus einer Durchfahrt, über der mittig in einer Nische eine moderne, Eduard VII. darstellende Statue aufgestellt ist. Die Statue wird von kleinen Pfeilern flankiert und von einem Baldachin bekrönt. Links und rechts der Statue bestehen doppelte Fenster. Auf der einen Seite der Durchfahrt befindet sich ein kleiner Raum, auf der anderen Seite eine Treppe, die zu einem Raum in der oberen Etage führt. Die Krone des Tors ist mit verzierten Zinnen versehen.
Auf der Nordseite, der der Stadt zugewandten Seite, ist das Tor reich verziert. Mittig oberhalb der Durchfahrt ist ein großes Wappen angebracht, das auf beiden Seiten von zwei doppelten Fenstern flankiert wird.
Zum Ende des 15. Jahrhunderts wurde das Tor umgebaut, wobei auch eine Erneuerung des oberen Raums erfolgte. Weitere Veränderungen erfolgten im 17., mit dem Einbau einer neuen Tür, sowie 18. und 19. Jahrhundert. Im Jahr 1901 erhielt das Tor ein neues Dach. 1912 und 1938/39 folgten Reparaturen. 1950 wurde im Torhaus ein Büro der Kathedrale untergebracht. Auch derzeit (Stand 2020) besteht eine Nutzung als Büro.